# メシエマラソン

メシエ天体

メシエマラソン（Messier marathon ）とは、アマチュア天文家によって行われる、一晩でメシエ天体をできるだけ多く見ようとする試みである。メシエ天体はメシエカタログに掲載されている天体であり、メシエカタログは18世紀後半にフランスの天文学者であるシャルル・メシエによって作られた。メシエ天体は107個の遠距離天体(銀河・星雲・星団)から構成されている。メシエマラソンは、1970年代後半にスカイ&テレスコープやアストロノミーなどのアメリカの天文雑誌で紹介されてから人気となった。

## 概要
メシエマラソンを試みる観察者は、日没から観察し始め、すべてのメシエ天体を観察するために日の出まで観察を続ける。日没後の西側の低い空から観察を初め、空を横切るように東に向かって観察を続ける。観察者は空が明るくなる前に、東の地平線上で最後の天体を観察する。観察にはスタミナと意志の強さが要求される。
メシエマラソンは通常、天体観望の特殊なものとして各地域の天文組織が主催している。これらは普通、一年に一回以上企画されている。これらの企画の中には、参加や完走に対して証明書や賞を発行している企画がある。
日本におけるメシエマラソンは、1987年にアマチュア天文家のA・K・オクセンドルが提案して、「月刊天文」という雑誌の主催で1987年3月に茨城県筑波山で行われたのが始まりとされる。

## メシエマラソンが可能な条件
一晩に見られるメシエ天体の数は、観察者の位置・昼と夜の時間・時期などの要因に依存して変化する。

### 観察位置
メシエカタログは北半球で作られたため、いくつかのメシエ天体は南半球で見ることができない。特に、M81・M82・M52・M103などの60度以上の赤緯を持つ天体が、南半球でのメシエマラソンを難しくしている。もちろんメシエマラソンは北半球のどこからでも行えるが、北半球の低緯度から行うのが一番よい。具体的には、北緯25度近くの位置から行うのがよい。

### 時期
北半球の低緯度(特に北緯25度周辺)では、3月中旬から4月初旬の数週間に一晩ですべてのメシエ天体を観察することが可能である。この時期の新月の夜にメシエマラソンを行うのがよい。

### 他の時期
不完全なメシエマラソンは別の時期に行うこともでき、この場合、観察できるメシエ天体とその数は時期と観察位置によって変動する。短い期間であるが、秋分の頃はほとんどのメシエ天体を見ることができる。